# دار النور للعلوم الشرعية والإسناد
دار النور للعلوم الشرعية والإسناد في الموصل تأسست على يد العلامة الشيخ ملايوسف بن الملا محمد الملا يوسف الموصلي بتاريخ : 1200هجرية في منطقة حمام المنقوشه في الموصل واستمر بها التدريس وتخريج طلاب العلم، لمدة 200 سنه متوقفة عن التدريس الآن ،ويقوم عليها الشيخ أكرم عبد الوهاب بن محمد أمين بن ملا يوسف الموصلي، وتعتبر صرحا دينيا لطلاب العلم الشرعي في الموصل إلى جانب المدارس الدينية في الموصل الحدباء سابقاً.

## وصلات خارجية
- موقع الاجازات والعلوم الشرعية
- عرض الكتاب : دار النورللعلوم الشرعية والإسناد